# Estádio Cidade de Barcelos
Estádio Cidade de Barcelos – stadion piłkarski w Barcelos, w Portugalii. Może pomieścić 12 500 widzów. Swoje spotkania rozgrywa na nim drużyna Gil Vicente Został otwarty w 2004 roku, zastępując dawny obiekt klubu Estádio Adelino Ribeiro Novo. Obiekt był jedną z aren piłkarskich Mistrzostw Europy U-21 2006. Rozegrano na nim dwa spotkania fazy grupowej turnieju. W 2011 roku na stadionie rozegrano także trzy spotkania fazy grupowej oraz finał turnieju finałowego 7. edycji Pucharu Regionów UEFA.